# Haga (périodique)
Haga est un fanzine de bande dessinée trimestriel principalement consacré à l'étude de la bande dessinée, bien que quelques histoires y soient également publiées. 
Fondé en 1972 par Jean-Claude Faur, il est animé à partir du numéro 16/17 de 1974 par Jean-Paul Tibéri, Faur partant fonder Bédésup. À partir de la fin des années 1970, Haga réédite quelques albums de bande dessinée française classique. La publication cesse avec le numéro 59/60 fin 1986.